# Richard A. Whiting

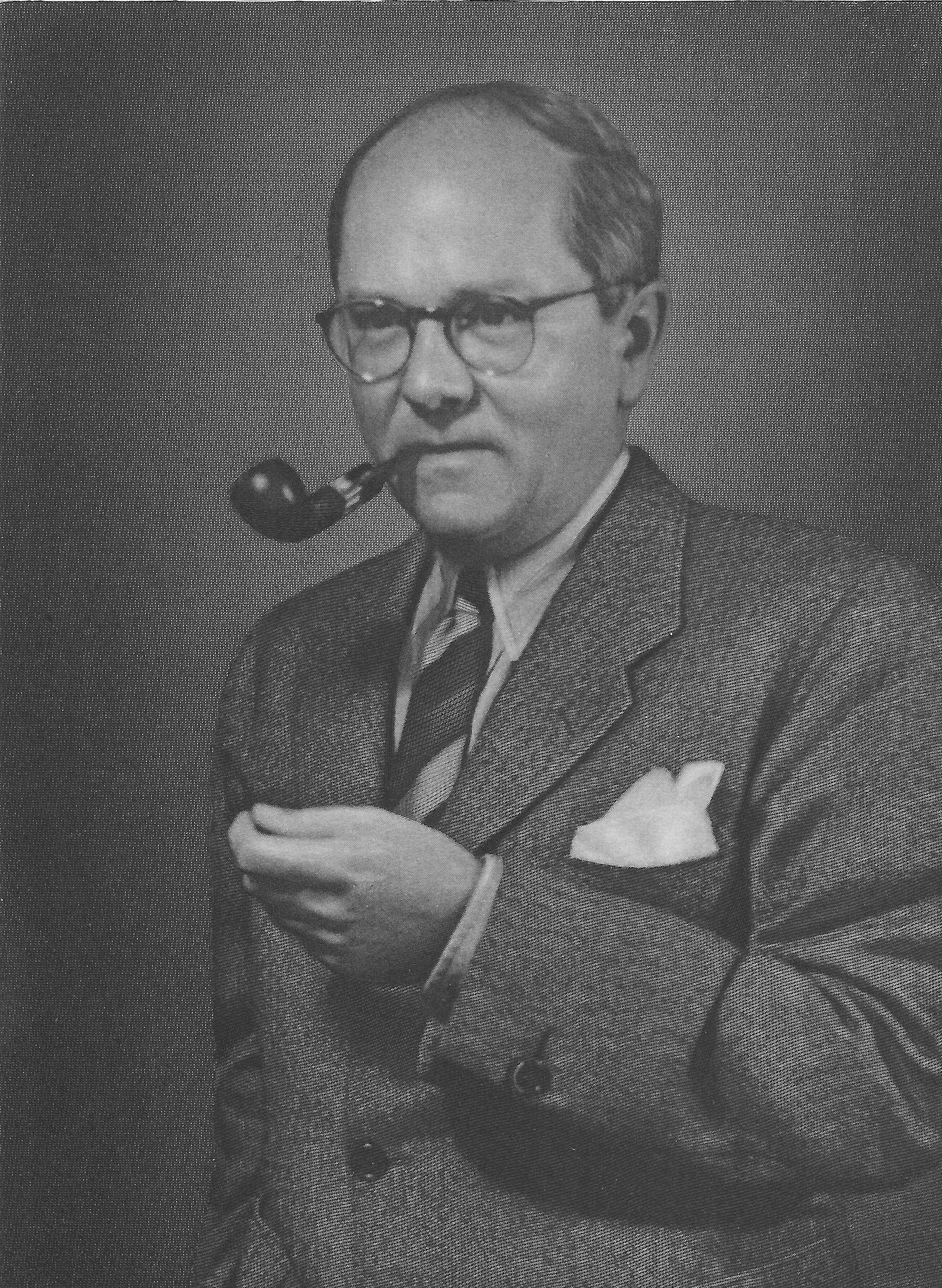
Richard A. Whiting

Richard Armstrong Whiting (* 12. November 1891 in Peoria, Illinois; † 10. Februar 1938 in Beverly Hills, Los Angeles County, Kalifornien) war ein US-amerikanischer Komponist und Liedtexter, dessen Filmmusik in über 450 Filmen erschien und der ein Mal für den Oscar für den besten Song nominiert war sowie 1987 posthum den Preis der American Society of Composers, Authors and Publishers (ASCAP) für den am häufigsten gespielten Song erhielt.

## Leben
Whiting arbeitete zwischen 1919 und 1933 als Komponist und Liedtexter überwiegend für Produktionen an Broadway-Musiktheatern wie den Musicalrevuen Toot Sweet (1919) und Tip Top (1920). Mit Joseph Eldan und Raymond Egan schrieb er 1925 Sleepy Time Gal; 1927 arbeitete er als Komponist erstmals an einer Filmproduktion mit, und zwar an einem von Philip Braham inszenierten Film über die Sängerin und Pianistin Norah Blaney mit dem Titel Norah Blaney. Whiting, der an Herzproblemen litt, verfasste bis zu seinem Tod zahlreiche bekannte Standardmelodien wie „Ain’t We Got Fun?“, „On the Good Ship Lollipop“, „Too Marvelous“, „Japanaese Sandman“ and „Louise“, aber auch mit Harry Akst und Gus Kahn den Jazzklassiker „Guilty“ aus dem Jahr 1931. Er arbeitete auch mit Komponisten und Liedtextern wie Buddy DeSylva, Raymond B. Egan, Neil Moret und Sidney Clare zusammen.
Bei der Oscarverleihung 1937 war er gemeinsam mit dem Liedtexter Walter Bullock für das Lied „When Did You Leave Heaven“ aus dem Musikfilm Sing, Baby, Sing (1936) von Sidney Lanfield mit Alice Faye, Adolphe Menjou und Gregory Ratoff für den Oscar für den besten Song nominiert.
Seine Lieder wurden auch weit nach seinem Tod in über 450 Filmen und Fernsehserien verwendet, aber auch für Schallplattenproduktionen von Lester Young wie das mit Johnny Mercer komponierte Lied „Too Marvelous For Words“ oder auch das für das Album Carmen McRae Sings Lover Man and Other Billie Holiday Classics verwendete Lied „Miss Brown to You“, eine Gemeinschaftsproduktion von ihm, Leo Robin und Ralph Rainger. 1987 wurde Whiting, der 1970 posthum als Mitglied in die Songwriters Hall of Fame aufgenommen wurde, von der American Society of Composers, Authors and Publishers (ASCAP) mit dem Preis für den am häufigsten gespielten Song für das Lied „Hooray for Hollywood“ ausgezeichnet.
Whiting, dessen Großvater Richard H. Whiting von 1875 bis 1877 Mitglied des US-Repräsentantenhauses aus Illinois war, war Vater der Sängerinnen Margaret Whiting und Barbara Whiting.

## Auszeichnungen
- 1987: ASCAP-Award für den am häufigsten gespielten Song

## Filmografie (Auswahl)
- 1928: Our Dancing Daughters (Song „Ain’t We Got Fun“)
- 1929: Why Bring That Up? (Songs „Do I Know What I'm Doing While I'm in Love“, „Shoo Shoo Boogie Boo“)
- 1930: Lord Byron of Broadway (Song „The Japanese Sandman“)
- 1930: Mit Byrd zum Südpol (Dokumentarfilm With Byrd at the South Pole; „Till We Meet Again“)
- 1930: Monte Carlo
- 1931: Freshman Love (Kurzfilm, „She’s Funny That Way“)
- 1931: Die Marx Brothers auf See (Monkey Business)
- 1932: Gentleman für einen Tag (Union Depot; Song „Beyond the Blue Horizon“)
- 1932: Feuerkopf (Red-Headed Woman)
- 1932: Handle with Care (Song „Throw a Little Salt on the Bluebird’s Tail“)
- 1933: I Loved You Wednesday (Song „It’s All for the Best“)
- 1934: The Circus Clown (Song „Ain’t We Got Fun“)
- 1934: Lachende Augen (Bright Eyes) (Song „On the Good Ship Lollipop“)
- 1935: The Big Broadcast of 1936 (Song „Double Trouble“)
- 1936: Wash Your Step (Kurzfilm, Song „Ain’t We Got Fun“)
- 1937: Ain’t We Got Fun (Kurzfilm, Song „Ain’t We Got Fun“)
- 1937: She Loved a Fireman (Song „The Japanese Sandman“)
- 1938: Vier Leichen auf Abwegen (A Slight Case of Murder; Song „I’m Like a Fish out of Water“)
- 1938: Porky’s Hare Hunt (Kurzfilm, Song „Hooray for Hollywood“)
- 1938: The Penguin Parade (Kurzfilm, Songs „Penguin Parade“, „Sing, You Son of a Gun“)
- 1938: Count Me Out (Kurzfilm, Songs „Hooray for Hollywood“, „Let That Be a Lesson to You“)